# Eric Moussambani
Eric Moussambani (* 31. května 1978) je plavec z Rovníkové Guineje. V médiích se mu začalo přezdívat „Erik Úhoř“ poté, co získal mezinárodní ohlas díky své účasti na Letních olympijských hrách 2000. Zaplaval rozplavbu na 100 metrů volným stylem v čase 1:52,72, přičemž šlo o více než dvojnásobek než u jeho rychlejších soupeřů a také o horší čas, než je světový rekord na 200 metrů. Přesto vytvořil svůj nový osobní rekord a současně národní rekord Rovníkové Guineje. Později se stal trenérem národního plaveckého týmu.

## Kariéra
Moussambani se dostal na olympijské hry bez splnění minimálních kvalifikačních předpokladů přes divokou kartu, aby byly podporovány rozvojové země, kterým chybí úplné tréninkové zázemí. Zatímco Pieter van den Hoogenband vyhrál v čase 48,30 (a v semifinále vytvořil světový rekord 47,84), Moussambani doplaval ve více než dvojnásobném čase (1:52,72). „Posledních 15 metrů bylo velmi obtížných,“ prohlásil. Protože ale ostatní dva plavci v jeho rozplavbě skočili do vody ještě před startem a byli proto diskvalifikováni, vyhrál rozplavbu bez soupeře. Moussambani přitom před tím nikdy neviděl padesátimetrový bazén, plavat se naučil osm měsíců před olympiádou, cvičil na jezeře a později ve dvanáctimetrovém hotelovém bazénu v Malabu.
Ačkoli Moussambani svůj osobní rekord později snížil pod 57 sekund, na Letní olympijské hry 2004 se již nedostal, protože nezískal vízum. Nezúčastnil se ani Letních olympijských her 2008. V březnu 2012 byl ale jmenován trenérem národního plaveckého týmu Rovníkové Guineje.